# Пэй Синжу
Пэй Синжу (кит. упр. 裴星茹, пиньинь Péi Xīngrú, р.11 октября 1998) — китайская спортсменка, борец вольного стиля, чемпионка мира и Азии, призёрка Азиатских игр.

## Биография
Родилась в 1998 году в Датуне (провинция Шаньси). В 2016 году стала чемпионкой Азии среди юниоров, а на чемпионате мира среди юниоров завоевала бронзовую медаль.
В том же 2016 году, когда ей исполнилось 18 лет, она стала чемпионкой мира среди взрослых. В 2017 году стала чемпионкой Азиатских игр по боевым искусствам и состязаниям в помещениях. В 2018 году стала чемпионкой Азии и завоевала серебряную медаль Азиатских игр, но на чемпионате мира стала лишь бронзовым призёром.
На предолимпийском чемпионате планеты в Казахстане в 2019 году в весовой категории до 59 кг, Пэй завоевала бронзовую медаль.